# Шаварин Микола Михайлович
Шавари́н Мико́ла Миха́йлович (літературні псевдоніми — Юрій Джура, Микола Береза, Михайло Справедливий, Сергій Кованько; 14 вересня 1915, Качанівка, нині Тернопільського району — 17 серпня 2011, Тернопіль) — священник, богослов, публіцист, митрофорний протопресвітер УГКЦ (1999).

## Життєпис
Народився 14 вересня 1915 року в с. Качанівка (нині Тернопільського району, Тернопільська область, Україна). Закінчив у 1925 році місцеву початкову чотирикласну школу.
Навчався в Тернопільській українській гімназії (до 1930 року), закінчив польськомовну Другу гімназію імені Юліуша Словацького, студіював у Львові в богословській академії (1936—1939, 1941—1943), на філологічному факультеті Львівського університету (1940—1941). Симпатик ОУН.
Працював учителем української мови і літератури у селах Качанівка та Чернилівка (1939—1941), редактор газети «Нове життя» у м. Скалат (всі нині — Підволочиського району). Восени 1944 року рукоположений у священичий сан єпископом Никитою Будкою. Призначений парохом с. Іванівка Підволочиського району; відмовився перейти на російське православ'я. Працював робітником, бухгалтером контори «Заготзерно» у Тернополі.
У березні 1950 заарештований більшовицькою владою і зі сім'єю засланий у Томську область (нині РФ); звільнений 1957 року, повернувся на Тернопільщину. Працював як бухгалтер районного відділення зв'язку в містечку Золотники (нині село Теребовлянського району), у 1959—1975 — як вантажник на цукровому заводі «Поділля» у с. Велика Березовиця (нині смт Тернопільського району), тесля, бухгалтер Тернопільського комбайнового заводу. Від 1957 року — душпастир катакомбної УГКЦ.
Від 1989 — душпастир у Катедральному соборі у Тернополі; одночасно викладав патрологію, латинську і грецьку мови в Тернопільській вищій духовній семінарії у смт Велика Березовиця, латинську і грецьку мови в монастирі оо. Редемптористів у Львові (1991—1993). Член редакції колегії чотиритомника «Тернопільський енциклопедичний словник» (ТЕС, від 2003). Діяльний у громадському житті на Тернопільщині: освячував пам'ятники Борцям за волю України, підпільникам ОУН, воякам УПА й УСС, відправляв панахиди на могилах жертв комуністичного режиму.
Автор публіцистичних, краєзнавчих статей у періодиці, ТЕС. Зібрав і впорядкував матеріал до книги «Весільні вівати» (2006).

## Сім'я
Дружина Марія Шаварин з дому Краснопера (закінчила Тернопільську вчительську семінарію), дочки Ганна Шаварин (вчителька історії), Ірина Цимбалюк (лікар), Ольга Корчинська (музикант, заслужена артистка України).

## Нагороди
- Хрест «За заслуги перед Церквою і Папою» (1999).
- Орден «За заслуги» 3-го ступеня (2007).